# Will Harris
William Jamahl Harris (Suwanee, Georgia, 19 de diciembre de 1995) más conocido como Will Harris, es un jugador profesional estadounidense de fútbol americano que se desempeña en la posición de cornerback en Detroit Lions, equipo de la National Football League (NFL).

## Carrera
Fue seleccionado en la tercera ronda en la Reunión Anual de Selección de Jugadores de la NFL de 2019. Hizo su debut profesional con el equipo Detroit Lions, donde lleva jugando cinco temporadas.